# John McSherry (baseball)
Pour les articles homonymes, voir John McSherry.
John Patrick McSherry, né le 11 septembre 1944 et mort le 1er avril 1996, est un arbitre des Ligues majeures de baseball entre 1971 et 1996. Il a travaillé toute sa carrière dans la Ligue nationale.

## Carrière
Originaire de New York, McSherry fait son entrée dans la Ligue nationale en 1971. Portant originellement le numéro de dossard 9, il change pour le #10 en 1979 et le conservera jusqu'à la fin de sa carrière.
Il fit partie du personnel d'arbitres durant les Séries mondiales de 1977 et 1987. Il a aussi officié durant les Séries de championnat de la Ligue nationale en 1974, 1978, 1983, 1984, 1985, 1988, 1990 et 1992, ainsi que dans les Séries de division de la Nationale en 1981 et 1995.
De plus, il a officié durant les match des étoiles de 1975, 1982 et 1991.
Il fut l'arbitre au marbre lors du match sans point ni coup sûr lancé par Larry Dierker, des Astros, à l'Astrodome de Houston le 9 juillet 1976. 
Cet arbitre respecté était aussi connu pour être un des plus imposants du métier. Mesurant 6′ 2″ (1,88 m) et pesant officiellement, selon le baseball majeur, 328 lb (149 kg), certaines sources estiment que son poids réel se situait davantage dans les 400 lb (182 kg).[réf. nécessaire]

## Mort
McSherry meurt le 1er avril 1996 après avoir subi une crise cardiaque sur le terrain lors du match d'ouverture de la saison 1996 entre les Reds de Cincinnati et les Expos de Montréal, au Riverfront Stadium de Cincinnati.
Après sept lancers effectués par le lanceur partant, McSherry, qui officiait derrière le marbre, appela un temps d'arrêt, dit quelques mots au receveur Eddie Taubensee, puis se dirigea lentement vers l'abri des Reds. Il fit un signe vers l'arbitre au deuxième but puis s'effondra. Malgré les efforts du personnel médical, il fut impossible de la réanimer. Sa mort fut constatée à l'hôpital universitaire de Cincinnati dans l'heure qui suivit. Il avait 51 ans.
L'arbitre au troisième but, Tom Hallion, fit le voyage en ambulance vers l'hôpital. De concert avec les joueurs et les instructeurs des deux formations, les deux officiels restants, Steve Rippley et Jerry Crawford, décidèrent de remettre la partie, qui fut reprise le lendemain. Crawford prit alors la place de McSherry derrière le marbre, et Rich Rieker fut appelé comme officiel remplaçant.
La propriétaire des Reds de Cincinnati, la controversée Marge Schott, provoqua un tollé en déclarant après la mort tragique de McSherry : « De la neige ce matin et maintenant, ça. Je ne peux le croire. Je me sens trompée. Ce n'est pas supposé de  nous arriver, pas à Cincinnati. C'est notre histoire, notre tradition, notre équipe. Personne ne se sent plus mal que moi. »
Selon le Dayton Daily News, Schott alla même jusqu'à faire livrer aux arbitres les fleurs qui lui avaient été expédiées le jour même par la station de télévision locale WLWT.
Après la mort de McSherry, le baseball majeur exprima des inquiétudes au sujet de la forme physique de certains de ses officiels. Eric Gregg, un arbitre de la Ligue nationale souffrant d'obésité, entreprit de perdre du poids et afficha une meilleure forme jusqu'à sa retraite, en 1999.
Le vestiaire des arbitres au Riverfront Stadium de Cincinnati fut nommé en l'honneur de John McSherry. Les joueurs des Mets de New York portèrent sur leurs uniformes un brassard durant toute la saison en mémoire de l'officiel, qui repose au cimetière Gate of Heaven, dans l'État de New York.